# Noel Simpson
Noel Simpson, britanski general, * 1907, † 1982.